# Bérenger I. od Ivoisa
Bérenger I. (? – 882. ili prije) prvi je poznati grof Ivoisa te je moguće da je on ista osoba kao Berengar I. od Neustrije. Ako je to točno, to znači da mu je otac bio Gebhard od Lahngaua. S nepoznatom ženom ili ženama, Bérenger je bio otac dvojice sinova: Hildeberta od Ivoisa i Bérengera.

## Povelja
Jedna povelja koja datira iz rujna 882. kaže da je Hildebertus filius quondam Berengarii comitis — "Hildebert, sin pokojnog grofa Bérengera" — donirao posjed opatiji Saint-Vanne u Verdunu. Povelju su potpisali "grof Stjepan" i "grof Matfrid", koji su bili blisko povezani s obitelji plemića Alarda te su također bili rođaci Bérengera.